# Test Drive (jeu vidéo)
Test Drive est un jeu vidéo de course développé par Distinctive Software et édité par Accolade en 1987. Ce fut le premier jeu de la série Test Drive.

## Voitures
- Porsche 911 Turbo
- Lamborghini Countach
- Lotus Esprit
- Chevrolet Corvette C4
- Ferrari Testarossa